# Wilhelm Dörr (SS-Mitglied)

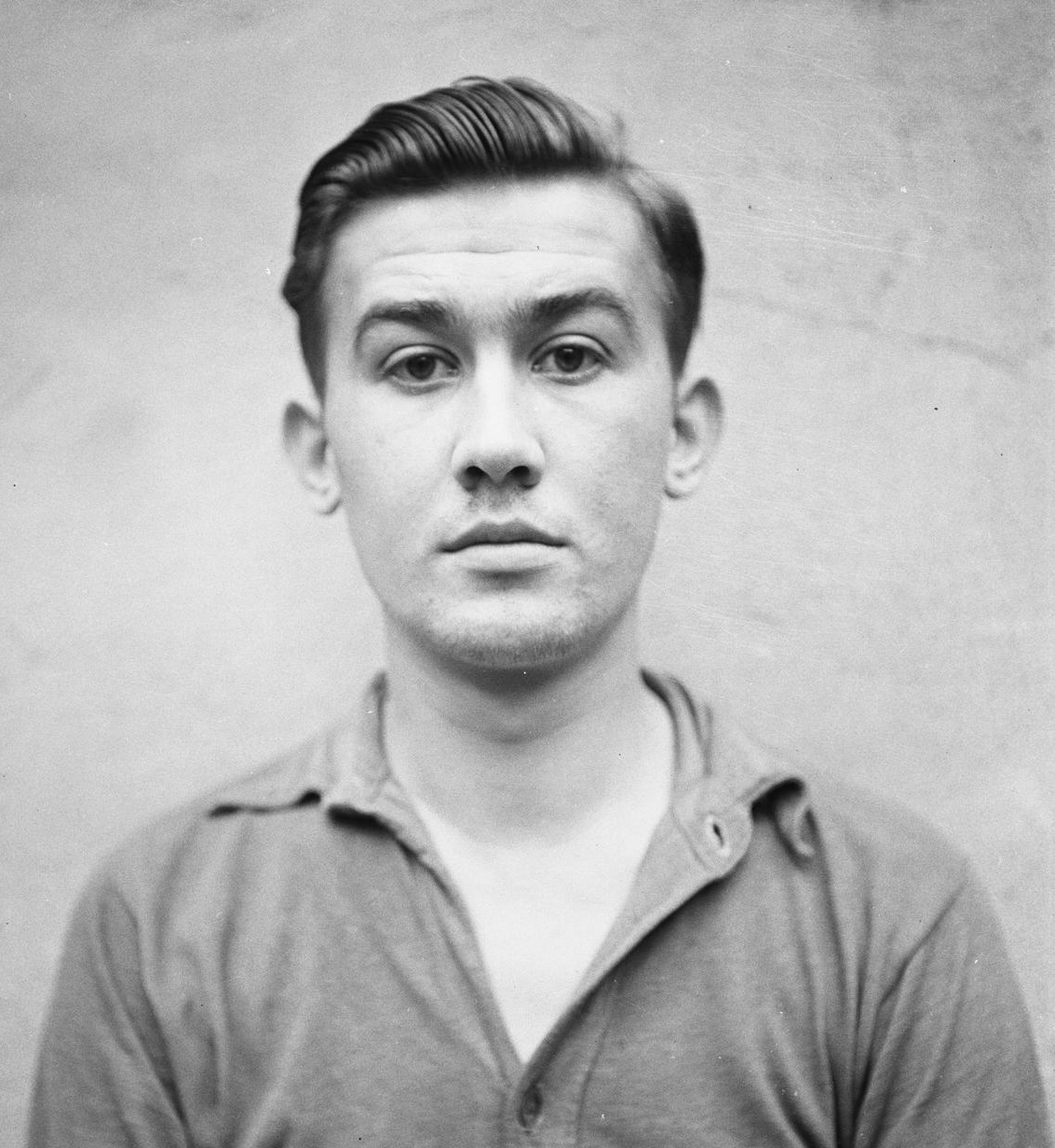
Wilhelm Dörr im August 1945

Wilhelm Dörr (* 9. Februar 1921 in Merenberg; † 13. Dezember 1945 in Hameln) war ein deutscher SS-Oberscharführer und als stellvertretender Lagerführer im KZ-Außenlager Kleinbodungen des KZ Mittelbau eingesetzt.

## Leben
Ab 1928 wuchs Dörr in Emmerichenhain (heute Stadt Rennerod) auf. Er war verheiratet und Vater eines Kindes. Von Beruf war Dörr Landwirt auf dem Hof seines Vaters.
Zum 15. Dezember 1940 meldete er sich als Freiwilliger zur Waffen-SS und absolvierte einen qualifizierenden technischen Lehrgang in Dresden. Im Oktober 1941 wurde Dörr aufgrund einer Erkrankung in ein Krankenhaus verlegt. Danach war er in Oranienburg bei der Wachmannschaft (SS-Totenkopfverbände) des KZ Sachsenhausen stationiert und wurde im Januar 1944 in das Arbeitslager Dora als angehender Blockführer versetzt.
Ab September 1944 fungierte er als Stellvertreter des Lagerführers Xaver Stärfel des im Aufbau befindlichen Außenlagers Kleinbodungen, einem Außenlager von Dora-Mittelbau. Dieses Außenlager umfasste ab Oktober 1944 etwa 620 Häftlinge, die in einem Raketenreparaturwerk für die Boden-Boden-Rakete A4 (besser bekannt als V2) Zwangsarbeit leisten mussten. Dörrs Aufgabe in Kleinbodungen war im Wesentlichen das Abhalten von Zählappellen vor und nach dem Arbeitseinsatz der Häftlinge.

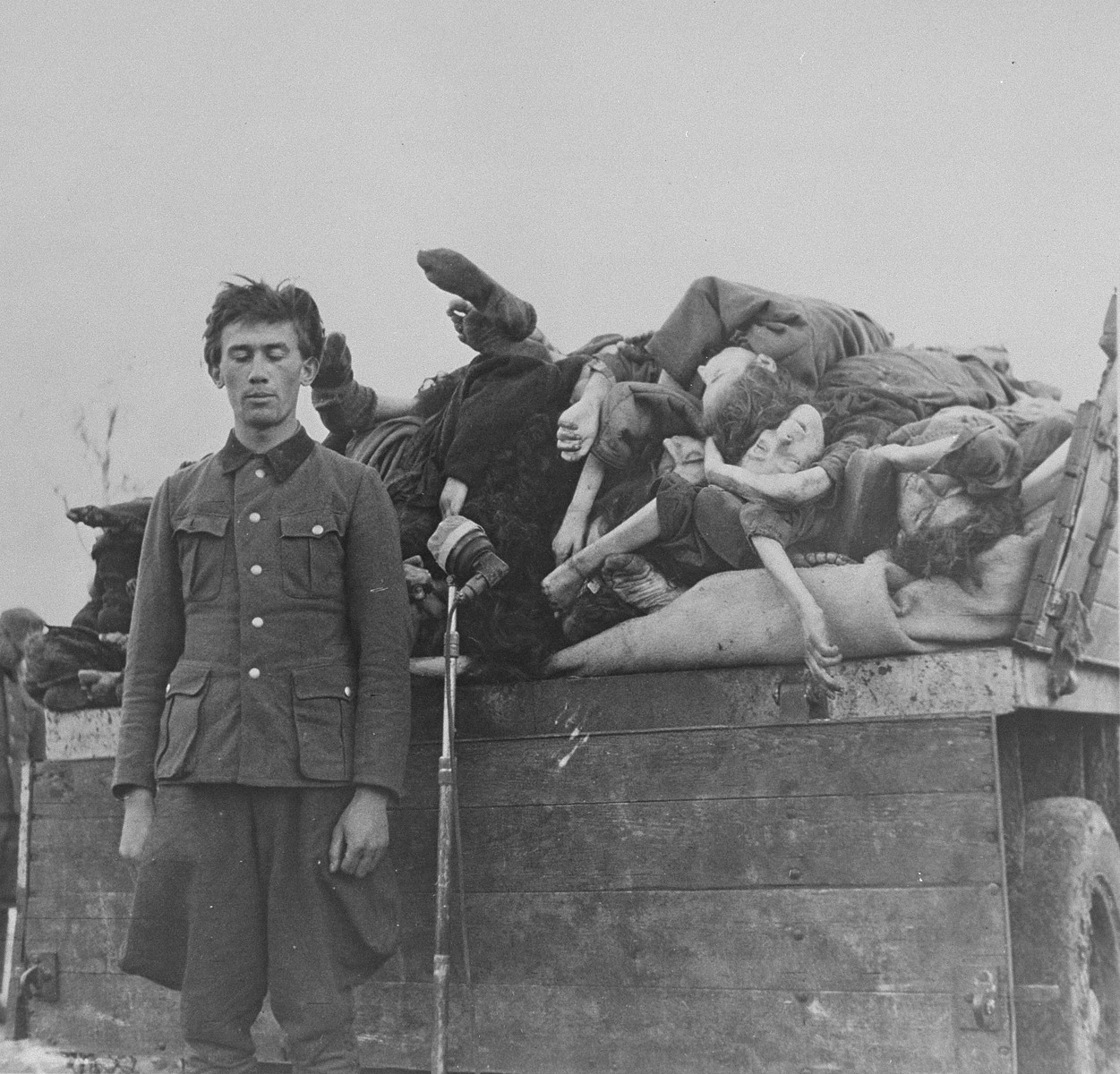
Der gefangene SS-Angehörige Wilhelm Dörr steht am 24. April 1945 im KZ Bergen-Belsen vor einem Mikrophon, hinter ihm ein mit Leichen verstorbener Häftlinge beladener Lastwagen-Anhänger.

Nachdem Stärfel am 4. April 1945 von Franz Hössler den Befehl erhalten hatte, das Außenlager Kleinbodungen zu evakuieren, verließen am 5. April 1945 610 Häftlinge unter der Leitung Stärfels und seines Stellvertreters Dörr sowie 45 SS-Männern das Außenlager. Ursprünglich lautete der Befehl, von Herzberg aus die Häftlinge mit der Eisenbahn zu transportieren. Aufgrund von Luftangriffen entschloss sich Stärfel jedoch die Häftlinge in das nächstgelegene Konzentrationslager Bergen-Belsen zu überführen. Am 10. April 1945, nachdem bereits einigen Häftlingen die Flucht geglückt war, geriet der Evakuierungstransport bei Groß Hehlen nördlich von Celle in ein Kampfgebiet. Während des Kampfgeschehens wurden vier bis fünf Häftlinge aufgrund von Fluchtversuchen und zu langsamem Marschtempo von Feldeinheiten erschossen. Am 11. April 1945 kam der Evakuierungstransport im KZ Bergen-Belsen mit 590 Häftlingen an.
Am 15. April 1945 wurde das KZ Bergen-Belsen durch britische Truppen befreit, die dort über 10.000 Tote und etwa 60.000 Überlebende vorfanden. Das SS-Lagerpersonal wurde dazu verpflichtet, alle Leichen abzutransportieren und in Massengräbern zu bestatten.
Danach wurde Dörr verhaftet und durch britische Militärangehörige verhört. Im Bergen-Belsen-Prozess (17. September bis 17. November 1945) wurde er wegen seiner auf dem Todesmarsch begangenen Verbrechen angeklagt. Laut Zeugenaussagen soll Dörr während des Evakuierungsmarsches Häftlinge erschossen haben.
Dörr, der auf „nicht schuldig“ plädierte, wurde am 17. November 1945 schuldig gesprochen und ebenso wie Stärfel zum Tode durch den Strang verurteilt. Der britische Henker Albert Pierrepoint vollstreckte die Urteile am 13. Dezember 1945 im Zuchthaus Hameln.
In Emmerichenhain befand sich an der Gedenkstätte für die Weltkriegsgefallenen des Dorfes auch ein Gedenkstein für Willi Dörr. Der Stein wurde 2010 entfernt.